# TO1
TO1 (кор. 티오원; раніше відомі як TOO, стилізується великими літерами) — колишній південнокорейський хлопчачий гурт, створений через реаліті-шоу Mnet To Be World Klass у 2019 році. Гурт дебютував 1 квітня 2020 року зі своїм першим мініальбомом Reason For Being: Benevolence із заголовною композицією «Magnolia». Учасник Чіхун покинув гурт 30 квітня 2022 року, а учасники Мінсу, Джером і Унґі залишили гурт 17 червня 2022 року, тоді як Дайґо, Рента та Йочжон були додані до гурту. 22 вересня 2023 року Рента покинув гурт.

## Кар'єра

### 2020: Дебют іRoad to Kingdom
20 березня 2020 було оголошено, що гурт приєднається до реаліті-шоу Mnet Road to Kingdom. Вони вибули у сьомому епізоді шоу, не дійшовши до фіналу.
Гурт дебютував зі своїм першим мініальбомом Reason For Being: Benevolence 1 квітня з головним синглом «Magnolia».
15 липня гурт випустив свій другий мініальбом Running TOOgether із титульним треком «Count 1, 2».
13 серпня на церемонії вручення нагород Soribada Awards 2020 TOO виграли «Нагороду нового артиста» — їхню першу нагороду новачка з моменту дебюту.

### 2021: зміни у складі,Re: BornіRe: Alize
13 січня CJ ENM і n.CH Entertainment були залучені в суперечки щодо управління, де, як повідомляється, CJ ENM розірвала свій контракт на управління з n.CH Entertainment. Через день компанія n.CH Entertainment відповіла на суперечки, заявивши, що їхній контракт не був офіційно підписаний місяцями, і що жодні витрати не оплачувалися з серпня 2020 року.
28 березня стало відомо, що гурт змінив назву з TOO на TO1.
TO1 знову дебютували зі своїм першим мініальбомом Re: Born 20 травня з титульним треком «Son of Beast». Гурт перейшов під керівництво музичного лейбла CJ ENM Wake One Entertainment.
4 листопада TO1 випустили свій другий мініальбом Re: Alize із заголовним треком «No More X».
28 грудня Wake One оголосили, що Унґі візьме перерву через тривожний розлад, і тому TO1 тимчасово продовжить роботу без нього.

### 2022-2023: зміни в складі,Why Not??,UP2Uта розірвання контракту
30 квітня Wake One Entertainment випустили офіційну заяву через фан-кафе TO1, оголосивши, що Чіхун покидає гурт. 17 червня Wake One оголосили про відхід Мінсу, Джерома та Унґі з TO1. Окремо було повідомлено, що Дайґо, Рента та Йочжон приєднаються до TO1 як нові учасники. Рента та Дайґо брали участь у 2 сезоні Produce 101 Japan, посівши 13 та 16 місця відповідно.
28 липня TO1 випустили свій третій мініальбом Why Not??, із заголовною композицією «Drummin'».
1 жовтня TO1 виступили на фестивалі KCON у Ер-Ріяді, Саудівська Аравія. Окрім власних пісень, вони разом з гуртом Oneus виконали кавер на пісню Докьома (гурт Seventeen) — «GO!» (саундтрек до дорами Twenty-Five Twenty-One).
23 листопада TO1 випустили свій четвертий мініальбом UP2U із заголовним треком «Freeze Tag».
22 вересня 2023 Рента опублікував у Інстаграмі лист до фанатів корейською та японською мовами, де повідомив, що він залишає гурт.
17 грудня 2023 у офіційному фанкафе гурту з'явилося повідомлення про розірвання контракту з компанією WakeOne 31 грудня 2023.

## Учасники
| Сценічний псевдонім | Сценічний псевдонім | Сценічний псевдонім | Справжнє ім'я   | Справжнє ім'я    | Справжнє ім'я             | Дата народження            | Позиція у гурті                     |
| Українською         | Латиницею           | Хангилем            | Українською     | Латиницею        | Хан. / кандзі             | Дата народження            | Позиція у гурті                     |
| ------------------- | ------------------- | ------------------- | --------------- | ---------------- | ------------------------- | -------------------------- | ----------------------------------- |
| Джеюн               | Jaeyun              | 재윤                | Лі Джеюн        | Lee Jaeyun       | 이재윤                    | 16 серпня 2000 (24 роки)   | Лідер, головний вокаліст            |
| Донґьон             | Donggeon            | 동건                | Сон Донґьон     | Song Donggeon    | 송동건                    | 15 липня 1999 (25 років)   | Головний вокаліст                   |
| Чан                 | Chan                | 찬                  | Чо Чанхьок      | Cho Chanhyuk     | 조찬혁                    | 8 грудня 1999 (25 років)   | Головний танцюрист, репер, продюсер |
| Джісу               | Jisu                | 지수                | Чхве Джісу      | Choi Jisu        | 최지수                    | 19 січня 2000 (25 років)   | Танцюрист, вокаліст                 |
| Джей Ю              | J.You               | 제이유              | Кім Джею        | Kim Jeyou        | 김제유                    | 2 листопада 2000 (24 роки) | Репер                               |
| Кьонхо              | Kyungho             | 경호                | Чан Кьонхо      | Jang Kyungho     | 장경호                    | 7 травня 2001 (24 роки)    | Головний танцюрист, вокаліст        |
| Дайґо               | Daigo               | 다이고              | Кобаясі Дайґо   | Kobayashi Daigo  | 小林大悟                  | 21 січня 2002 (23 роки)    | Вокаліст, танцюрист                 |
| Йочжон              | Yeojeong            | 여정                | Чон Йойочжон    | Jeon Yeoyeojeong | 전여여정                  | 29 січня 2005 (20 років)   | Вокаліст, макне                     |
| Колишні учасники    |                     |                     |                 |                  |                           |                            |                                     |
| Чіхун               | Chihoon             | 치훈                | Чхве Чіхун      | Choi Chihoon     | 최치훈                    | 27 квітня 1999 (26 років)  | Репер, вокаліст, продюсер           |
| Мінсу               | Minsu               | 민수                | Кім Мінсу       | Kim Minsu        | 김민수                    | 20 березня 2000 (25 років) | Танцюрист, вокаліст                 |
| Джером              | Jerome              | 제롬                | О Сонмін        | Oh Sungmin       | 오성민                    | 25 серпня 2001 (23 роки)   | Вокаліст                            |
| Рента               | Renta               | 렌타                | Нісідзіма Рента | Nishijima Renta  | 니시지마 렌타 / 西島 蓮汰 | 16 лютого 2003 (22 роки)   | Репер, танцюрист                    |
| Унґі                | Woonggi             | 웅기                | Ча Унґі         | Cha Woonggi      | 차웅기                    | 23 квітня 2002 (23 роки)   | Вокаліст, макне                     |

## Дискографія

### Мініальбоми
| Назва                         | Деталі | Найвищі позиції у чартах | Найвищі позиції у чартах | Продажі                                  |
| Назва                         | Деталі | KOR                      | JPN                      | Продажі                                  |
| TOO                           | TOO | TOO                      | TOO                      | TOO                                      |
| ----------------------------- | --- | ------------------------ | ------------------------ | ---------------------------------------- |
| Reason for Being: Benevolence | - Реліз: 1 квітня 2020 - Лейбл: n.CH Entertainment, Stone Music - Формат: CD, цифрове завантаження Трек-лист 1. «Magnolia» (кор. 매그놀리아) 2. «Take It Slow» (кор. 오늘은 이만큼) 3. «Don't Fear Now» (кор. 피어나) 4. «Everything's Gonna Be Alright» (кор. 기억해요) 5. «You Can't Hurry Love»                 | 4                        | —                        | - Південна Корея: 27,798                 |
| Running TOOgether             | - Реліз: 15 липня 2020 - Лейбл: n.CH Entertainment, Stone Music - Формат: CD, цифрове завантаження Трек-лист 1. «Count 1, 2» (кор. 하나 둘 세고) 2. «Step by Step» 3. «Better» 4. «Taillight» 5. «Dancing in the Moonlight»                                                                                        | 9                        | —                        | - Південна Корея: 46,202                 |
| TO1                           | |                          |                          |                                          |
| Re: Born                      | - Реліз: 20 травня 2021 - Лейбл: Wake One Entertainment, Stone Music - Формат: CD, цифрове завантаження Трек-лист 1. «Reborn» (Intro.) 2. «Son of Beast» 3. «Hot Sauce» (매운맛) 4. «Surf» 5. «Hello Goodbye» 6. «With You» (너만 있다면) 7. «Son of Beast» (English ver.) 8. «Don't Fear Now» (피어나) (TO1 ver.) | 12                       | —                        | - Південна Корея: 46,635                 |
| Re: Alize                     | - Реліз: 4 листопада 2021 - Лейбл: Wake One Entertainment, Stone Music - Формат: CD, цифрове завантаження Трек-лист 1. «Realize» (Intro.) 2. «No More X» 3. «Golden» 4. «Prayer» 5. «In My Light» 6. «Mirage» (신기루) 7. «No More X» (English ver.) 8. «Infinite City» (Groundbreak ver.) (CD only)               | 7                        | —                        | - Південна Корея: 34,868                 |
| Why Not??                     | - Реліз: 28 липня 2022 - Лейбл: Wake One Entertainment, Stone Music - Формат: CD, цифрове завантаження Трек-лист 1. «Boom Pow» 2. «Drummin'» 3. «What a Beautiful Day» 4. «Sugar Shock» 5. «Butterflies» | 11                       | 30                       | - Південна Корея: 48,879 - Японія: 1,661 |
| UP2U                          | - Реліз: 23 листопада 2022 - Лейбл: Wake One Entertainment, Stone Music - Формат: CD, цифрове завантаження Трек-лист 1. «Troublemaker» 2. «Freeze Tag» (얼음 땡) 3. «Rude Boi» 4. «Retro !ove» 5. «Fill In» | 5                        | —                        | - Південна Корея: 50,600                 |

### Сингли
| Назва                            | Рік  | Альбом                        |
| TOO                              | TOO  | TOO                           |
| -------------------------------- | ---- | ----------------------------- |
| «Magnolia» (кор. 매그놀리아)     | 2020 | Reason For Being: Benevolence |
| «Count 1, 2» (кор. 하나 둘 세고) | 2020 | Running TOOgether             |
| TO1                              |      |                               |
| «Son of Beast»                   | 2021 | Re: Born                      |
| «No More X»                      | 2021 | Re: Alize                     |
| «Drummin'»                       | 2022 | Why Not??                     |
| «Freeze Tag» (кор. 얼음 땡)      | 2022 | UP2U                          |

### Саундтреки
| Рік  | Назва             | Учасник                 | Альбом                                |
| ---- | ----------------- | ----------------------- | ------------------------------------- |
| 2020 | «Fly Away» (비상) | Donggeon, Jaeyun        | Almost Famous OST                     |
| 2022 | «You Better Not»  | Donggeon, Jaeyun        | Ghost Doctor OST                      |
| 2022 | «Balloon»         | Jaeyun, J.You           | XX+XY OST                             |
| 2022 | «Young Forever»   | Jaeyun, J.You           | Street Man Fighter OST                |
| 2022 | «OVERLAP»         | Donggeon, Jaeyun, J.You | Love Catcher in Bali OST              |
| 2023 | «Dream Touch»     | Donggeon, Chan, Jaeyun  | The Haunted House Ghost Ball ZERO OST |

## Фільмографія
- To Be World Klass (Mnet, 2019)
- Road to Kingdom (Mnet, 2020)
- TOO Mystery (Mnet, 2020)
- Welcome 2 HOUSE (Mnet, 2021)
- To.1Day (Mnet, 2021)
- TO1 High School (Mnet, 2022)
- Freeze Tag Race (Mnet, 2022)

## Відеографія
| Рік  | Назва                            | Альбом                | Режисер(и)                                            |
| ---- | -------------------------------- | --------------------- | ----------------------------------------------------- |
| 2020 | «Magnolia» (кор. 매그놀리아)     | Reason For Being : 인 | JA KYOUNG KIM (Flexible Pictures)                     |
| 2020 | «Count 1, 2» (кор. 하나 둘 세고) | Running TOOgether     | Junwoo Lee (Salt Film)                                |
| 2021 | «Son of Beast»                   | Re: Born              | N/A                                                   |
| 2021 | «No More X»                      | Re: Alize             | N/A                                                   |
| 2022 | «Drummin'»                       | Why Not??             | Kim Youngjo, Yoo Seungwoo (Naive Creative Production) |
| 2022 | «Freeze Tag» (кор. 얼음 땡)      | UP2U                  | Ziyong Kim (FantazyLab)                               |

## Нагороди і номінації
| Нагорода                       | Рік  | Категорія                        | Номінант / Робота | Результат | Прим.  |
| ------------------------------ | ---- | -------------------------------- | ----------------- | --------- | ------ |
| Asia Artist Awards             | 2020 | Male Singer Popularity Award     | TOO               | Номінація | [ 36 ] |
| Korea First Brand Awards       | 2020 | New Male Artist Award            | TOO               | Номінація | [ 37 ] |
| Soribada Best K-Music Awards   | 2020 | Rookie Award                     | TOO               | Перемога  | [ 38 ] |
| Mnet Asian Music Awards        | 2020 | Best New Male Artist             | TOO               | Номінація | [ 39 ] |
| Mnet Asian Music Awards        | 2020 | Artist of the Year               | TOO               | Номінація | [ 39 ] |
| Mnet Asian Music Awards        | 2020 | Worldwide Icon of the Year       | TOO               | Номінація | [ 39 ] |
| Golden Disc Awards             | 2021 | Rookie Artist of the Year        | TOO               | Номінація | [ 40 ] |
| Asia Artist Awards             | 2021 | Male Idol Group Popularity Award | TO1               | Номінація | [ 41 ] |
| Mnet Japan Fan's Choice Awards | 2022 | Hot Icon                         | TO1               | Перемога  | [ 42 ] |

## Нотатки
1. ↑  Скорочення для «Ten Oriented Orchestra»

1. ↑  Credited as TO1 but only features Jaeyun and J.You
2. ↑  Credited as TO1 but only features Donggeon, Jaeyun, and J.You